# Талядаш
Талядаш (порт. Talhadas; МФА: [tɐ.ˈʎa.dɐʃ]) — парафія в Португалії, у муніципалітеті Север-ду-Вога. Розташована в західній частині країни, на теренах історичної португальської провінції Бейра. Входить до складу округу Авейру. За адміністративним поділом, чинним до 1976 року, терени парафії були складовою провінції Берегова Бейра. Належить до Авейрівської діоцезії Католицької церкви. Патрон — святий Мамант. Площа — 28,6413 км². Населення — 1187 ос. (2011). Слабо урбанізований регіон. Густота населення — 41,44 осіб/км²
. Код — 011708.

## Населення
| Кількість мешканців | Кількість мешканців | Кількість мешканців | Кількість мешканців | Кількість мешканців | Кількість мешканців | Кількість мешканців | Кількість мешканців | Кількість мешканців | Кількість мешканців | Кількість мешканців | Кількість мешканців | Кількість мешканців | Кількість мешканців | Кількість мешканців |
| ------------------- | ------------------- | ------------------- | ------------------- | ------------------- | ------------------- | ------------------- | ------------------- | ------------------- | ------------------- | ------------------- | ------------------- | ------------------- | ------------------- | ------------------- |
| 1864                | 1878                | 1890                | 1900                | 1911                | 1920                | 1930                | 1940                | 1950                | 1960                | 1970                | 1981                | 1991                | 2001                | 2011                |
| 905                 | 981                 | 1 014               | 1 006               | 1 182               | 1 244               | 1 432               | 1 243               | 1 355               | 1 463               | 1 425               | 1 355               | 1 391               | 1 328               | 1 187               |